# Bryghuspladsen
Bryghuspladsen er en plads i Indre By i København, der ligger mellem Vester Voldgade og Frederiksholms Kanal. Pladsen erstattede den tidligere Bryghusgade i 2017. Navnet kommer fra Kongens Bryghus, der lå ved gaden, indtil det brændte i 1960. Hvor det lå, opførtes bygningen BLOX i 2013-2018. Pladsen foran det er indrettet som et rekreativ område med træer og siddemøbler nær kanalen. Ved BLOX er der en legeplads udformet som en kunstig bakke med afsatser.

## Historie og bygninger
Ved den nordvestlige side af pladsen ligger bygningskomplekset Fæstningens Materielgård, der oprindeligt blev benyttet til vedligeholdelsen af Københavns befæstning. Komplekset består af en række bygninger, der er opført mellem 1740 og 1925. Langs med Vester Voldgade med gavlen mod pladsen ligger der en gul bindingsværksbygning, der blev opført som pakhus, stald og vognport i 1748. Ved siden af langs med pladsen ligger der en toetages gul bygning, der blev opført som materialskur i 1768. I 1900-tallet blev det indrettet til kontorer, og i 1930'erne boede Københavns kommandant her. Hele komplekset tilhørte Forsvarets Bygningstjeneste indtil 2007, hvor det blev solgt til Realdania Byg.
Fæstningens Materielgård nåede oprindeligt helt ud til spidsen af kvarteret Frederiksholm. I 1767 brændte Christian 4.s Bryghus på den anden side af kanalen imidlertid. Det blev efterfølgende genopbygget men kun som pakhus. I stedet overlod staten grunden for enden af Frederiksholm til Bryggerlauget med henblik på opførelse af en nyt bryggeri, Kongens Bryghus, i 1768. Det skulle levere øl til både den kongelige husholdning og til flåden. Bryggeriet blev opført i 1768-1772 under ledelse af J.C. Conradi. I forbindelse med byggeriet blev materielgårdens bindingsværksbygning afkortet, og i mellem de to institutioner opstod Bryghusgade. Bryggeriet bestod oprindeligt af en fem etager høj hovedbygning og en tilsvarende stor sidefløj med kontorer og tjenesteboliger. Det blev yderligere udvidet i 1778 og 1827. Bryggeriet indgik i De forenede Bryggerier i 1891 og indstillede driften i 1923. Næsten hele komplekset brændte ved en pyromanbrand 2. oktober 1960, og efterfølgende blev resten revet ned.
Både før og efter bryggeriets brand blev det diskuteret, hvad der skulle ske på stedet. I 1941 afholdtes en arkitektkonkurrence med 74 forslag. Vinderne var Peter Bredsdorff og Poul Kjærgaard, der ville bygge et højhus for fiskeindustrien og et nyt fisketorv ved havnen. Andre forslag omfattede et Nordens Hus, et nyt Rigsarkiv og et hotel. Ingen af dem blev dog til noget. I 1967 afholdtes en ny arkitektkonkurrence for kontorbygninger til Centraladministrationen. Der kom 27 forslag med Ole og Edith Nørgaards som det vindende. Det blev dog heller ikke til noget, og det samme gjaldt for samme pars forslag fra 1973 om at anlægge en park. I stedet fik brandtomten lov til at ligge hen som en midlertidig parkeringsplads og legeplads gennem mange år.
Slutresultatet blev bygningen BLOX, der blev opført af Realdania efter tegninger af OMA (Office for Metropolitan Architecture) i 2013-2018. I forhold til bryggeriet blev det forskudt ud mod havnekanten, så det kom til at ligge henover Christians Brygge med en gennemkørsel for denne gade. Mellem BLOX og Bryghusgade blev der så etableret en plads. Mens byggeriet stod på, foreslog Realdania, at gaden skulle inddrages i pladsen, der samtidig skulle døbes Bryghuspladsen. Det fik tilslutning fra Københavns Kommunes Vejnavnenævnet, der indstillede det til Teknik- og Miljøudvalget. Udvalget godkendte det på sit møde 27. februar 2017 uden afstemning, og det nye navn trådte i kraft 1. marts 2017.
BLOX rummer en række forskellige funktioner. I kælderen er der et parkeringsanlæg og en offentlig passage fra Bryghuspladsen under Christians Brygge til havnekanten. Hos Dansk Arkitektur Center er der udstillinger og en café med tagterrasser. I Blox Eats er der foodhall og cafeteria. Fitness dk byder på træningsfaciliteter med udsigt til havnen. Og endelig er der indrettet 22 lejeboliger på mellem 120 og 200 m² med tagterrasser på fjerde og femte sal.
Mens byggeriet af BLOX stod på, var adgangen fra den sydvestlige side af Frederiksholms Kanal til Bryghusbroen for enden af kanalen spærret. Derfor opførte Realdania en midlertidig 30 m lang gangbro over kanalen ved den tidligere Bryghusgade i 2016. Ved opførelsen var det forventet, at broen skulle fjernes, når byggeriet af BLOX stod færdigt i 2018. Det blev imidlertid forsinket, så Trafik-, Bygge- Boligstyrelsen forlængede tilladelsen for broen frem til 1. maj 2019.